# Pharmacis cantabricus
Pharmacis cantabricus — вид метеликів родини тонкопрядів (Hepialidae). Описаний у 2018 році.

## Систематика
Виходячи з морфології та аналізу послідовностей мітохондріальних генів COI, вид тісно пов'язаний з Pharmacis aemilianus (Constantini, 1911), ендеміком італійських Апеннін. Pharmacis cantabricus можна легко відрізнити від усіх споріднених видів як за зовнішніми ознаками, так і за статевими ознаками.

## Поширення
Ендемік Іспанії. Виявлений у Національному парку Пікос-де-Європа на гірському масиві Пікос-де-Европа в провінції Кантабрія на півночі країни.

## Опис
Самці P. cantabricus можна відрізнити від самців усіх інших видів за білими мітками на передніх крилах, які зазвичай часто зводяться до нечіткої білої смуги біля основи, неправильної білої плями безпосередньо перед жилкою А та третьої білої плями між жилками А та CuA2 біля анального кута. Ступінь цих білих плям, однак, змінюється. У деяких екземплярів вони додатково зменшені або взагалі відсутні, в інших утворюють майже суцільну білу лінію.